# Cala Bona (Tossa de Mar)
La Cala Bona és una estreta cala orientada a llevant del municipi de Tossa de Mar (Selva), situada entre la Cala Pola i les platges de la Platja del Sot d'en Boada i la Platja de la Mar Menuda, ja tocant al nucli urbanitzat principal de Tossa. La petita platja d'aquesta cala fa només 10 metres d'amplada i 23 metres de llargada. El terra de la platja és de graves i còdols.
L'accés és complicat i es fa pel camí de ronda entre Tossa de Mar i Cala Pola, recuperat el 2007.
A l'estiu hi ha un restaurant, obert des de 1957, que per dificultats de compliment de la normativa és amenaçat de tancament.